# Hideto Matsumoto
Hide (mit bürgerlichem Namen  Hideto Matsumoto, jap. 松本 秀人, Matsumoto Hideto; * 13. Dezember 1964 in Yokosuka, Präfektur Kanagawa, Japan; † 2. Mai 1998, meistens hide geschrieben) war ein japanischer Visual-Kei- und J-Rock-Musiker. Berühmt wurde er als Gitarrist der Band X Japan, später war er auch als Solokünstler erfolgreich. Hide gilt bis heute als einer der einflussreichsten Gitarristen der japanischen Rock-Geschichte.

## Biografie

### 1964–1987: Anfänge mit Saver Tiger
Hide erblickte am 13. Dezember 1964 im St. Joseph’s Hospital in Midorigaoka, Yokohama, das Licht der Welt. Er besuchte die Yokosuka Tokiwa Junior High School. Seine erste Begegnung mit Rockmusik war der Kauf des Albums Alive II der Band Kiss, als er 15 war. Im selben Jahr kaufte ihm seine Großmutter seine erste elektrische Gitarre, eine Gibson Les Paul Deluxe.
Am 11. März 1980 schloss er die Grundschule ab und besuchte daraufhin die Zushi Kaisei Senior High School in Zushi, Kanagawa, wo er in den Blaskapellen-Club eintrat. Er trat aber bald wieder aus, weil er die Klarinette spielen sollte anstatt der von ihm gewünschten Trompete. 
Seine musikalische Karriere begann hide daraufhin 1981 mit der Gründung der Band Saber Tiger, wo er Gitarrist und Songwriter war. Die Band wurde in ihrer Heimat Yokosuka recht populär, bereits ein Jahr nach ihrer Gründung spielten sie in den Clubs der Stadt, wie etwa dem Rock City Club.
Hide studierte 1983 bis 1984 Kosmetik und Fashion im Hollywood Beauty Salon (heute Roppongi Hills). Er bestand die landesweite Prüfung und bekam die Kosmetiker-Lizenz, die es ihm erlaubte, den Friseurberuf zu ergreifen. 
Im Juli 1985 veröffentlichten Saber Tiger ihre gleichnamige EP, die die Songs Double Cross und Gold Digger beinhaltete. Im November steuerte die Band den Song Vampire zum Heavy Metal Force III Sampler, der auch Songs von X und Jewel beinhaltete. Jahre später wurde Jewels Gitarrist Kiyoshi Mitglied in hides Soloband. 
1986 änderte die Band ihren Namen in Saver Tiger, um Probleme mit einer gleichnamigen Band aus Sapporo zu vermeiden. Unter dem neuen Namen veröffentlichen sie Dead Angle und Emergency Express auf dem Sampler Devil Must Be Driven out with Devil. Außerdem spielten sie weiterhin Lives in Clubs wie dem 'Meguro Rokumeikan, Omiya Freaks und Meguro Live Station.
Am 28. Januar 1987 gab hide die Band nach etlichen Mitgliederwechseln auf (Sänger Kyo und Schlagzeuger Tetsu gingen später beide zu D‘erlanger). Zur selben Zeit bekam hide eine Einladung von Yoshiki.

### 1987–1997: X Japan
Hauptartikel: X Japan
Hide folgte Yoshikis Einladung Anfang 1987. Er wurde Leadgitarrist und gelegentlich Songwriter für X. Er steuerte die Songs Celebration, Joker und Scars bei. Als X Japan (umbenannt 1992) nach der Veröffentlichung von Art of Life eine Pause einlegten, widmete sich Hide seiner Solokarriere. Im Gegensatz zu den anderen Mitgliedern, die ihren Visual-Kei Look zu größtenteils ablegten, behielt Hide seine ausgefallene Kleidung und sein Markenzeichen, die leuchtend rot bzw. pink gefärbten Haare, Zeit seines Lebens bei.

### 1993–1998: Solokarriere
Hides erstes Soloprojekt war die Gründung der Gruppe M*A*S*S mit dem Luna-Sea-Gitarrist Inoran und dem Bassisten J. Sie veröffentlichten jedoch nur einen Song, Frozen Bug, auf dem Sampler Dance 2 Noise 004.
Der Song wurde 1994 auf hides erstem Soloalbum Hide Your Face noch einmal veröffentlicht. Das Coverdesign beruhte auf einer Maske, die vom Schweizer Künstler HR Giger gemacht worden war. Für das Album spielte er alle Gitarren- und Bass-Passagen selbst ein und übernahm auch den Gesang. Für die darauf folgende Hide Our Psychommunity Tour gründete er die Support-Band Spread Beaver, die ihn nach der Veröffentlichung seines zweiten Albums Psyence 1996 auch auf seiner Psyence A Go Go Tour unterstützte.
1994 spielte hide auch im Kunstfilm Seth et Holth mit, neben Tusk von der Band Zi:Kill.
1996 beaufsichtigte hide die erste Produktion seines Labels LEMONed (bereits 1989 gegründet), ein Album der Band Zeppet Store. Es folgten sein zweites Album Psyence im September sowie die dazugehörige Psyence A Go Go Tour. 
Nachdem X Japan 1997 auseinandergingen, machte Hide seine Support-Band zu seiner offiziellen Band und nannte sie in hide with Spread Beaver um. 
1998 startete Hide außerdem ein internationales Musikprojekt, die Industrial-Band Zilch. Neben Spread-Beaver-Musikprogrammierer I.N.A. waren auch britische und amerikanische Musiker beteiligt: Paul Raven (Killing Joke), Joey Castillo (Queens of the Stone Age) und Ray McVeigh (Ex-The-Professionals). Die Zusammenarbeit führte zur Produktion des Albums 3, 2, 1. Hide hoffte, mit dieser Band auch in Nordamerika und Europa populär zu werden, doch dieses Vorhaben konnte er zu seinen Lebzeiten nicht mehr realisieren.

### 1998: Tod und Bestattung
Hides Tod ist bis heute nicht vollständig aufgeklärt, und es existieren die verschiedensten Gerüchte und Spekulationen, die von Selbstmord oder einem Unfall bzw. einem fehlgeschlagenen Streich ausgehen. Hide wurde am 2. Mai 1998 von einer Mitbewohnerin zu Bett gebracht, nachdem er am vorangegangenen Abend große Mengen Alkohol konsumiert hatte. Als sie eine Stunde später seinen Zustand überprüfen wollte, fand sie ihn mit einem Handtuch an einem Türknopf erhängt vor. Zu diesem Zeitpunkt war Hide noch am Leben, doch trotz der Bemühungen der Ärzte starb er noch in derselben Nacht im Krankenhaus an den Folgen seiner Verletzungen. Die Polizei deklarierte Hides Tod als Selbstmord, als solcher wurde Hides Tod auch in den Medien behandelt.
Tragischerweise nahmen sich drei Fans innerhalb von einer Woche ebenfalls das Leben. Am 7. Mai wurde Hides Trauerfeier im buddhistischen Tempel Tsukiji Hongan-ji in Tsukiji, Tokio abgehalten. Die ehemaligen Bandmitglieder von X Japan spielten das Lied Forever Love, und Yoshiki hielt eine sehr emotionale Rede, in der er Hide als einen Bruder bezeichnete und sein Unverständnis über Hides Tod ausdrückte. Insgesamt nahmen mehr als 70.000 Personen an der Zeremonie teil. Die Polizei musste Straßensperren errichten und Sondereinsatzkräfte aktivieren, um die Situation zu überwachen. Trotzdem mussten 60 Personen ins Krankenhaus eingeliefert werden; rund 200 Leute mussten vor Ort betreut werden. Bis heute kann man in der Haupthalle des Tempels ein Kondolenzbuch finden.
Spekulationen über Hides Todesumstände wurden auch durch den Text des von Hide noch am Tag vor seinem Tod aufgenommenen Songs Pink Spider angeheizt, der autobiografische Referenzen enthält und von der Vergänglichkeit des Lebens handelt. Die Annahme, dass es sich um einen Unfall gehandelt haben müsse, vertraten vor allem Yoshiki und der ehemalige X-Japan-Bassist Taiji. Taiji schrieb auch in seiner Biografie, dass Hide noch am Abend seines Todes Übungen zur Entspannung von Rücken- und Nackenmuskulatur gemacht habe. Diese Übungen hätten die Mitglieder von X Japan schon früh angewandt, und sie beinhalteten die Benutzung eines Handtuchs und eines Hakens, wie etwa eines Türgriffs.

### Yoshikis emotionale Rede
„I'm very shocked to hear about his death. I still can't believe what has happened. Right now, he's sleeping with a beautiful face. I tried to wake him up many times, but he's still sleeping. Between the five of us, Hide was the one who kept his calm and thought out things. Even though I was the leader, he was the calm one who gave me good advice when I was being short tempered and emotional. Of course with all of that pressure, he too almost lost his identity. But during those hard times, he'd always give me a call. We would talk about X, music, friends, life, fans, almost anything. He was like an older to me and sometimes like a younger brother too. We'd drink together and sometimes fight. But the next day, he'd come to me and say, „Yoshiki, did I do something last night? I'm sorry, I don't remember a thing.“ But this time, he didn't say anything back to me, sleeping. To all fans and friends, you must all be confused. I too can not express this sadness in words. But we must understand that this is a reality. Everyone please watch over his eternal sleep warmly.“
„Ich bin sehr geschockt, von seinem Tod zu hören. Ich kann noch immer nicht glauben, was geschah. Nun schläft er mit einem friedlichen Gesicht. Ich habe oft versucht ihn zu wecken, aber er schläft noch immer. Zwischen uns fünf war Hide derjenige, der ruhig blieb und sich über Dinge Gedanken machte. Auch wenn ich der Leader war, war er der Ruhige, der mir gute Ratschläge gab, wenn ich gereizt und emotional war. Natürlich verlor auch er fast seine Identität durch den ganzen Druck. Aber während dieser harten Zeiten würde er mich besuchen. Wir würden über X, Musik, Freunde, Leben, Fans, fast alles sprechen. Er war immer für mich wie ein älterer Bruder, manchmal auch wie ein jüngerer. Wir würden zusammen trinken gehen und manchmal streiten. Aber am nächsten Tag würde er zu mir kommen und sagen „Yoshiki, habe ich irgendetwas letzte Nacht getan? Es tut mir leid, ich kann mich an nichts erinnern.“ Aber dieses Mal sagte er nichts zu mir, er schlief einfach nur. An alle Fans und Freunde, Ihr müsst verwirrt sein. Auch ich kann diese Traurigkeit nicht in Worten ausdrücken. Aber wir müssen akzeptieren, dass das die Realität ist. Es sollte bitte jeder sanft über seinen Schlaf wachen.“

### 1998–heute: Nachruf

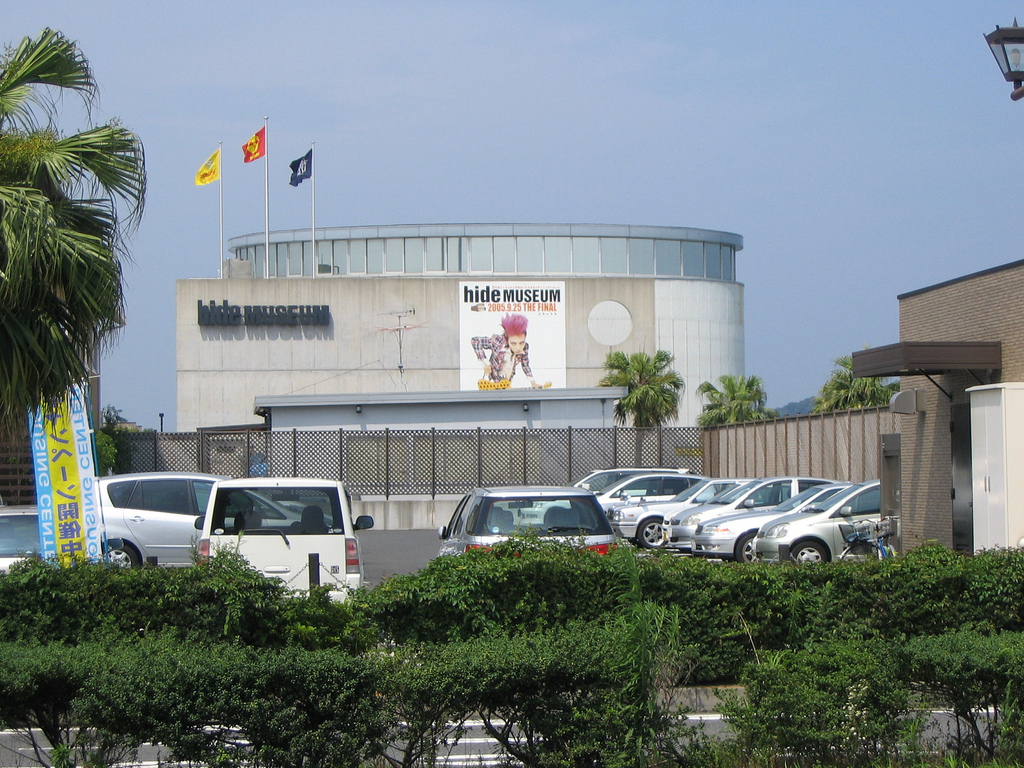
Hide Museum in Yokosuka

1998 hatten die Aufnahmen für Hides drittes Album Ja, Zoo begonnen. Hide verstarb jedoch noch während der Aufnahmen. Das Album wurde unter Verwendung von Probeaufnahmen und mit Hilfe seines Bruders Hiroshi fertiggestellt. Die Single Pink Spider wurde noch im Mai veröffentlicht und schnellte auf Platz 1 der Oricon-Charts. Der Song bekam auch den MTV Video Music Award in der Kategorie „Japan Viewers Choice“.
Die folgende Singleauskopplung Ever Free verkaufte sich sehr gut, ebenso wie die kurz vor hides Tod herausgekommene Single Rocket Dive. Der amerikanische Journalist Neil Strauss fasste den folgenden Trend mit den folgenden Worten zusammen: „In just a few weeks, pop culture in Japan had gone from mourning Hide's death to consuming it.“ Zilchs Gitarrist Paul Raven hatte bemängelt, dass hide bis zu seinem Tod nur drei Songs habe fertigstellen können und stellte die Authentizität des Albums Ja:Zoo in Frage.
Es folgte eine ausverkaufte Tournee, bei der seine ehemalige Support-Band Spread Beaver unter Verwendung von Videoaufnahmen früherer Konzerte auftrat. Dabei wurden sie von zahlreichen befreundeten Musikern wie J oder Sugizo (Luna Sea) unterstützt.
In den Jahren nach seinem Tod gab es zahlreiche Tribut-Projekte für Hide und seine Musik. Auf den Tag genau ein Jahr nach seinem letzten Auftritt erschien am 1. Mai 1999 das Album Tribute Spirits, auf dem Bands wie Glay, Luna Sea, Buck-Tick oder Oblivion Dust, aber auch ehemalige Bandkollegen von X Japan Coverversionen von Hides Liedern einspielten. Außerdem wurde das Best-of-Album Psychommunity veröffentlicht, gefolgt von weiteren Zusammenstellungen mit Singles und Remix-Versionen. 2004 wurde das Album King of Psyborg Rockstar veröffentlicht, das Remixe, Live-Aufnahmen und ausschließlich von Hide gespielte Versionen von Liedern von X Japan enthielt. Das neuste ist das The Devolution Project, von 2010, die konsekutive Veröffentlichung von Hides Singles auf einer speziellen Schallplatte, der Picture Disc. 
Zwei Jahre nach Hides Tod, am 2. Mai 2000, eröffnete in Yokosuka das Hide-Museum, welches unter anderem von Japans Premierminister Junichirō Koizumi unterstützt wurde. Das Museum stellte viele persönliche Gegenstände aus und zeigte auch seine Gitarren, Kostüme und Musikvideos. Entgegen dem ursprünglichen Plan von drei Jahren blieb das Museum fünf Jahre lang geöffnet und schloss am 25. September 2005 seine Pforten.
Der Song I.V. von X Japan, der nach der Reunion der Band 2007 erschien, beinhaltet ungenutzte Gitarrentracks von Hide. Außerdem wurden im PV Konzertausschnitte des Gitarristen auf einer großen Leinwand in Shibuya gezeigt. Eine Hide-Plüschfigur oder eine seiner Gitarren ist ein fester Bestandteil von X Japans Konzerten. Hides Platz nimmt "Luna Sea" Gitarrist "Sugizo" ein, ein alter Freund von hide. 
Am 3. und 4. Mai 2008 fand anlässlich des 10. Todestags von hide das hide memorial summit im 50.000 Leute fassenden Ajinomoto Stadium statt. Organisiert wurde es von Yoshiki und umfasste eine Liste vieler namhafter Rock- und Visual-Kei-Bands, die eigene Lieder und Cover von Hides Songs spielten. Zugegen waren u. a. X Japan, Dir en grey, D’espairsRay, Versailles. Luna Sea und Phantasmagoria kamen aus diesem Anlass für einen Tag noch einmal zusammen. Weitere Memorial-Events folgen jedes Jahr. 
2010 öffnete das Modekaufhaus MARUI ONE in Shinjuku den LEMONed Shop, wobei für begrenzte Zeit (29. April bis 16. Mai) dort neben alten und neuen Fanartikeln auch hides Gitarren ausgestellt wurden.
Im August 2010 sorgte ein Rechtsstreit für Schlagzeilen, bei dem Hides Managementfirma Headway company (wo auch dessen jüngerer Bruder Hiroshi arbeitet) gegen Yoshikis Management Japan Music Agency klagte, da dieser Hides Bilder ohne formelle Übereinkunft nutzen würde. Beide Firmen hatten einen Vertrag zur Nutzung von Hides Bildern, der 2000 unterschrieben worden war, später aber schon ausgelaufen sei.
Im Juni 2010 wurde zudem bekannt gegeben, dass es ein Hide-Musical mit dem den Titel Pink Spider geben würde, das sich dem widmen soll, was "hide mit seiner Musik ausdrücken wollte". Das Musical spielte vom 8. bis 27. März 2011 im Tokioter Globe Theater und tourte dann im April durch Fukuoka, Kobe, Nagoya, Niigata, Sendai und Sapporo. J von Luna Sea spielte mit.

## Musik
Am Anfang seiner Karriere experimentierte Hide mit Arrangements, die sich sehr von X Japans Musik unterschieden. Der Song Psychommunity hat beispielsweise vier Gitarrentracks und viele Streicher. Blue Sky Complex hingegen beinhaltet Gitarren mit Dropped-C-Stimmung, Trompeten und Orgelmusik.
Der Titelsong des Albums Psyence ist eine Bigband-/Jazz-Komposition, für andere Songs bewegte hide sich auch im Reggae, Industrial Rock und Glam Rock.

## Equipment
Hide war Fan von den Bow-Wow-Gitarristen Kyōji Yamamoto und Mitsuhiro Saito, weshalb er die gleiche Mockingbird-Gitarre nutzte, die auch Saito verwendete. Hide war selten ohne eine Fernandes-Gitarre unterwegs. Er hatte ein Repertoire von Designer- und Standard-Modellen. Seine Designermodelle werden immer noch verkauft.

## Spread Beaver
Hides Band bestand aus folgenden Mitgliedern:
- I.N.A (稲田和彦, Inada Kazuhiko) – Schlaginstrument, Musikprogrammierung 1993–1998 (Zilch, Dope HEADz, Sonic Storage)
- Chirolyn (渡邊紘士, Watanabe Hiroshi) – Bass 1994–1998 (Debonair, Madbeavers, Chirolyn & The Angels)
- Joe (宮脇知史, Miyawaki Satoshi)– Schlagzeug 1994–1998 (44 Magnum, Ziggy, Madbeavers)
- D.I.E.| (野澤大二郎, Nozawa Daijiro) – Keyboard 1994–1998 (Loopus, Ra:IN, Minimum Rockets)
- Kiyoshi (本間清司, Honma Kiyoshi) – Gitarre 1996–1998 (Jewel, Virus, Media Youth, R, machine, Madbeavers, Lucy)
- K.A.Z (岩池一仁, Iwaike Kazuhito) – Gitarre 1998 (Oblivion Dust, Spin Aqua, Sonic Storage, Vamps)

frühere Mitglieder
- Ran (松川敏也, Matsukawa Toshiya) – Gitarre 1993–1994 (Blizard, X-Ray, Twinzer)

X-Japan-Gitarrist Pata trat oft bei Hides Liveauftritten auf. Jennifer Finch und Demetra "Dee" Plakas von der amerikanischen Grunge-Band L7 spielten für Hide bei ein paar TV-Auftritten 1993, bevor Spread Beaver gegründet wurde.

## Diskografie
Alle Alben und Singles, die Hide zusammen mit X Japan veröffentlichte, findet man hier.

### Studioalben
| Jahr | Titel          | Höchstplatzierung, Gesamtwochen, AuszeichnungChartsChartplatzierungen (Jahr, Titel, Platzierungen, Wochen, Auszeichnungen, Anmerkungen) | Anmerkungen                             |
| Jahr | Titel          | JP | Anmerkungen                             |
| ---- | -------------- | --- | --------------------------------------- |
| 1994 | Hide Your Face | JP9 ×2Doppelplatin · (25 Wo.)JP | Erstveröffentlichung: 23. Februar 1994  |
| 1996 | Psyence        | JP1 ×2Doppelplatin · (17 Wo.)JP | Erstveröffentlichung: 2. September 1996 |
| 1998 | Ja, Zoo        | JP2 ×3Dreifachplatin · (17 Wo.)JP | Erstveröffentlichung: 21. November 1998 |

### Livealben
| Jahr | Titel                                                                  | Höchstplatzierung, Gesamtwochen, AuszeichnungChartsChartplatzierungen (Jahr, Titel, Platzierungen, Wochen, Auszeichnungen, Anmerkungen) | Anmerkungen                          |
| Jahr | Titel                                                                  | JP | Anmerkungen                          |
| ---- | ---------------------------------------------------------------------- | --- | ------------------------------------ |
| 2008 | Psyence a Go Go                                                        | JP18 (9 Wo.)JP | Erstveröffentlichung: 19. März 2008  |
| 2008 | Hide Our Psychommunity                                                 | JP25 (4 Wo.)JP | Erstveröffentlichung: 23. April 2008 |
| 2022 | Hide with Spread Beaver Appear!! "1998 Tribal Ja, Zoo" (Live) 2022 Mix | — | Erstveröffentlichung: 6. Juli 2022   |

### Kompilationen
| Jahr | Titel                                       | Höchstplatzierung, Gesamtwochen, AuszeichnungChartsChartplatzierungen (Jahr, Titel, Platzierungen, Wochen, Auszeichnungen, Anmerkungen) | Anmerkungen                              |
| Jahr | Titel                                       | JP | Anmerkungen                              |
| ---- | ------------------------------------------- | --- | ---------------------------------------- |
| 2000 | Best ~Psychommunity~                        | JP1 ×2Doppelplatin · (17 Wo.)JP | Erstveröffentlichung: 2. März 2000       |
| 2002 | Singles ~ Junk Story                        | JP3 Gold · (7 Wo.)JP | Erstveröffentlichung: 24. Juli 2002      |
| 2004 | King of Psyborg Rock Star                   | JP7 (7 Wo.)JP | Erstveröffentlichung: 28. April 2004     |
| 2005 | Perfect Single Box                          | — | Erstveröffentlichung: 31. September 2005 |
| 2008 | Singles + Psyborg Rock iTunes Special!!     | — | Erstveröffentlichung: 6. Februar 2008    |
| 2009 | We Love hide ~The Best in The World~        | JP7 (6 Wo.)JP | Erstveröffentlichung: 29. April 2009     |
| 2011 | "Musical Number" -Rock Musical Pink Spider- | JP100 (1 Wo.)JP | Erstveröffentlichung: 2. März 2011       |
| 2014 | Co Gal                                      | JP2 (20 Wo.)JP | Erstveröffentlichung: 10. Dezember 2014  |
| 2018 | Hide 1998 ~Last Words~                      | JP95 (1 Wo.)JP | Erstveröffentlichung: 5. Dezember 2018   |
| 2024 | Repsycle~hide 60th Anniversary Special Box~ | JP6 (3 Wo.)JP | Erstveröffentlichung: 1. Mai 2024        |

### Remixalben
| Jahr | Titel                              | Höchstplatzierung, Gesamtwochen, AuszeichnungChartsChartplatzierungen (Jahr, Titel, Platzierungen, Wochen, Auszeichnungen, Anmerkungen) | Anmerkungen                         |
| Jahr | Titel                              | JP | Anmerkungen                         |
| ---- | ---------------------------------- | --- | ----------------------------------- |
| 1997 | Tune-Up: Hide Remixes              | JP21 (5 Wo.)JP | Erstveröffentlichung: 21. Juni 1997 |
| 2002 | Psy-Clone: Hide Electronic Remixes | JP14 (4 Wo.)JP | Erstveröffentlichung: 22. Mai 2002  |

### Singles
| Jahr | Titel Album        | Höchstplatzierung, Gesamtwochen, AuszeichnungChartsChartplatzierungen (Jahr, Titel, Album, Platzierungen, Wochen, Auszeichnungen, Anmerkungen) | Anmerkungen                                             |
| Jahr | Titel Album        | JP | Anmerkungen                                             |
| ---- | ------------------ | --- | ------------------------------------------------------- |
| 1993 | Eyes Love You –    | JP3 Gold · (9 Wo.)JP | Erstveröffentlichung: 5. August 1993                    |
| 1993 | 50% & 50% –        | JP6 Gold · (8 Wo.)JP | Erstveröffentlichung: 5. August 1993                    |
| 1994 | Dice –             | JP6 Platin · (10 Wo.)JP | Erstveröffentlichung: 21. Januar 1994                   |
| 1994 | Tell Me –          | JP4 Gold · (11 Wo.)JP | Erstveröffentlichung: 24. März 1994                     |
| 1996 | Misery –           | JP3 Gold · (9 Wo.)JP | Erstveröffentlichung: 24. Juni 1996                     |
| 1996 | Beauty & Stupid –  | JP4 Gold · (11 Wo.)JP | Erstveröffentlichung: 12. August 1996                   |
| 1996 | Hi-Ho / Good Bye – | JP— GoldJP | Erstveröffentlichung: 18. Dezember 1996                 |
| 1998 | Rocket Dive –      | JP4 ×2Doppelplatin + Gold (Mobile Downloads) · (35 Wo.)JP                                                                                      | Erstveröffentlichung: 28. Januar 1998                   |
| 1998 | Pink Spider –      | JP1 Diamant · (18 Wo.)JP | Erstveröffentlichung: 13. Mai 1998                      |
| 1998 | Ever Free –        | JP1 ×2Doppelplatin + Gold (Digital) · (15 Wo.)JP                                                                                               | Erstveröffentlichung: 27. Mai 1998                      |
| 1998 | Hurry Go Round –   | JP2 ×2Doppelplatin · (13 Wo.)JP | Erstveröffentlichung: 21. Oktober 1998                  |
| 2000 | Tell Me –          | JP2 ×2Doppelplatin · (7 Wo.)JP | Erstveröffentlichung: 19. Januar 2000 mit Spread Beaver |
| 2002 | In Motion –        | JP4 Gold · (6 Wo.)JP | Erstveröffentlichung: 10. Juli 2002                     |

### Videoalben
| Jahr | Titel                                                     | Höchstplatzierung, Gesamtwochen, AuszeichnungChartsChartplatzierungen (Jahr, Titel, Platzierungen, Wochen, Auszeichnungen, Anmerkungen) | Anmerkungen                              |
| Jahr | Titel                                                     | JP | Anmerkungen                              |
| ---- | --------------------------------------------------------- | --- | ---------------------------------------- |
| 1999 | A Story 1998 Hide Last Works                              | JP5 Gold · (1 Wo.)JP | Erstveröffentlichung: 8. Dezember 1999   |
| 2000 | His Invincible Deluge Evidence                            | — | Erstveröffentlichung: 20. Juli 2000      |
| 2000 | Seven Clips                                               | JP11 (1 Wo.)JP | Erstveröffentlichung: 18. Oktober 2000   |
| 2000 | Ugly Pink Machine File 1                                  | JP13 (1 Wo.)JP | Erstveröffentlichung: 18. Oktober 2000   |
| 2000 | Ugly Pink Machine File 2                                  | JP14 (1 Wo.)JP | Erstveröffentlichung: 18. Oktober 2000   |
| 2000 | Alivest Perfect Stage                                     | JP6 (1 Wo.)JP | Erstveröffentlichung: 13. Dezember 2000  |
| 2001 | Film the Psychommunity Reel.1                             | — | Erstveröffentlichung: 4. April 2001      |
| 2001 | Film the Psychommunity Reel.2                             | — | Erstveröffentlichung: 4. April 2001      |
| 2001 | A Souvenir + Tell Me                                      | — | Erstveröffentlichung: 4. April 2001      |
| 2001 | Seventeen Clips ~Perfect Clips~                           | JP6 (4 Wo.)JP | Erstveröffentlichung: 3. Mai 2001        |
| 2005 | Hide with Spread Beaver Appear!! "1998 Tribal Ja, Zoo"    | JP13 (7 Wo.)JP | Erstveröffentlichung: 21. September 2005 |
| 2008 | Alive!                                                    | JP11 (9 Wo.)JP | Erstveröffentlichung: 3. Dezember 2008   |
| 2009 | We Love hide ~The Clips~                                  | JP17 (3 Wo.)JP | Erstveröffentlichung: 2. Dezember 2009   |
| 2015 | Hide 50th Anniversary Film: Junk Story                    | JP4 (3 Wo.)JP | Erstveröffentlichung: 11. Dezember 2015  |
| 2017 | Hide 3D Live Movie "Psyence a Go Go" ~20 Years from 1996~ | JP46 (2 Wo.)JP | Erstveröffentlichung: 25. Januar 2017    |
| 2018 | Hurry Go Round                                            | JP12 (3 Wo.)JP | Erstveröffentlichung: 5. Dezember 2018   |

## Filmografie
- 1988: Tokyo Pop
- 1993: Seth et Holth